# Chính quyền Dân tộc Palestine
Chính quyền Dân tộc Palestine (PNA hay PA; tiếng Ả Rập: السلطة الوطنية الفلسطينية Al-Sulṭa Al-Waṭaniyyah Al-Filasṭīniyyah) là tổ chức hành chính được lập ra để cai quản các vùng của lãnh thổ Palestine gồm Bờ Tây và Dải Gaza.
Chính quyền Dân tộc Palestine được thành lập năm 1994, theo Hiệp định Oslo giữa Tổ chức Giải phóng Palestine (PLO) và chính phủ Israel, như một cơ cấu tạm thời có thời hạn 5 năm trong đó các cuộc đàm phán về vị thế cuối cùng giữa hai bên dự định sẽ diễn ra nhưng chưa từng có trong thực tế. Theo Hiệp định Oslo, Chính quyền Palestine được trao quyền kiểm soát về cả các vấn đề liên quan tới an ninh và dân sự tại các khu vực đô thị Palestine (được gọi là "Khu vực A"), và chỉ được quyền quản lý dân sự tại các khu vực nông thôn Palestine ("Khu vực B"). Các lãnh thổ còn lại, gồm cả các khu định cư Israel, vùng Thung lũng Jordan, và những con đường nối giữa các cộng đồng Palestine, vẫn nằm hoàn toàn dưới quyền kiểm soát của Israel ("Khu vực C"). Đông Jerusalem không được đề cập trong Hiệp định.

## Tổng quan
Chính quyền Dân tộc Palestine (PNA) là một cơ quan hành chính lâm thời được thành lập theo Thỏa thuận Gaza-Jericho sau Hiệp định Oslo để đảm nhiệm những trách nhiệm của cơ quan hành chính quân sự Israel tại các trung tâm dân cư Palestine (Khu vực A) tại Bờ Tây và Dải Gaza cho tới khi những cuộc đàm phán về vị thế cuối cùng với Israel được ký kết. Các trách nhiệm hành chính được thỏa thuận dành cho PNA bị giới hạn ở những sự việc dân sự và an ninh nội địa và không bao gồm an ninh đối ngoại và ngoại giao. Người Palestine tại cộng đồng Do Thái và bên trong Israel không bỏ phiếu trong các cuộc bầu cử cho các chức vụ bên trong Chính quyền Dân tộc Palestine. Không nên nhầm lẫn PNA với Tổ chức Giải phóng Palestine (PLO) là tổ chức tiếp tục được quốc tế công nhận là đại diện hợp pháp duy nhất của nhân dân Palestine, đại diện cho họ tại Liên hiệp quốc dưới cái tên "Palestine".
PNA đã nhận được hỗ trợ tài chính từ Liên minh châu Âu và Hoa Kỳ (xấp xỉ USD $1 tỷ tổng cộng năm 2005). Tất cả viện trợ trực tiếp đã bị ngưng lại ngày 7 tháng 4 năm 2006 sau thắng lợi của Hamas trong cuộc bầu cử nghị viện. Một thời gian ngắn sau đó, những khoản viện trợ được nối lại, nhưng được trao trực tiếp cho các văn phòng của Mahmoud Abbas ở Bờ Tây. Xung đột giữa Hamas và Fatah diễn ra sau đó năm 2006 dẫn tới việc Hamas nắm toàn quyền kiểm soát hành chính với toàn bộ các định chế của Chính quyền Nhà nước Palestine tại Dải Gaza. Từ ngày 9 tháng 1 năm 2009, khi nhiệm kỳ Tổng thống của Mahmoud Abbas chấm dứt và cuộc bầu cử khác cần diễn ra, những người ủng hộ Hamas và nhiều người ở Dải Gaza đã rút lui sự công nhận với chức vụ Tổng thống của ông và thay vào đó coi Aziz Dweik, người phát ngôn của viện bên trong Hội đồng Lập pháp Palestine, là Tổng thống tạm quyền cho tới khi cuộc bầu cử mới có thể được tổ chức. Không sự hỗ trợ tài chính nào của phương Tây được trao cho các cơ quan của PNA tại Gaza và các chính phủ phương Tây không công nhận bất kỳ ai ngoài Abbas là Tổng thống.
Sân bay Quốc tế Gaza được PNA xây dựng tại thành phố Rafah, nhưng chỉ hoạt động trong một giai đoạn ngắn trước khi bị Israel phá hủy sau cuộc bùng phát của Al-Aqsa Intifada năm 2000. Một cảng biển cũng được xây dựng tại Gaza nhưng chưa bao giờ hoàn thành (xem bên dưới).
Sự thành lập một lực lượng cảnh sát Palestine đã được kêu gọi trong Hiệp định Oslo. Lực lượng cảnh sát Palestine đầu tiên gồm 9,000 người đã được triển khai tại Jericho năm 1994, và sau đó tại Gaza. Các lực lượng này ban đầu đã phải đấu tranh để giành quyền kiểm soát anh ninh tại những khu vực mà họ có quyền kiểm soát một phần và được Israel sử dụng như một lý do để trì hoãn mở rộng khu vực quản lý hành chính của PNA. Tới năm 1996, các lực lượng an ninh PNA được ước tính trong khoảng 40.000 tới 80.000 người. sử dụng một số xe thiết giáp, và một lượng vũ khí tự động hạn chế. Nhiều người Palestine phản đối hay chỉ trích quá trình hoà bình coi các lực lượng an ninh Palestine chỉ là con rối của Nhà nước Israel.
Nhiều người Palestine phụ thuộc vào thị trường lao động Israel. Trong những năm 1990, Israel bắt đầu thay thế người Palestine bằng lao động nước ngoài. Quá trình này được cho là gây ra những lo ngại về kinh tế và cả an ninh. Nó gây ảnh hưởng tới nền kinh tế Palestine, đặc biệt tại Dải Gaza, nơi 45.7% dân số sống dưới ngưỡng nghèo khổ theo CIA World Factbook, nhưng cũng ảnh hưởng tới cả Bờ Tây.

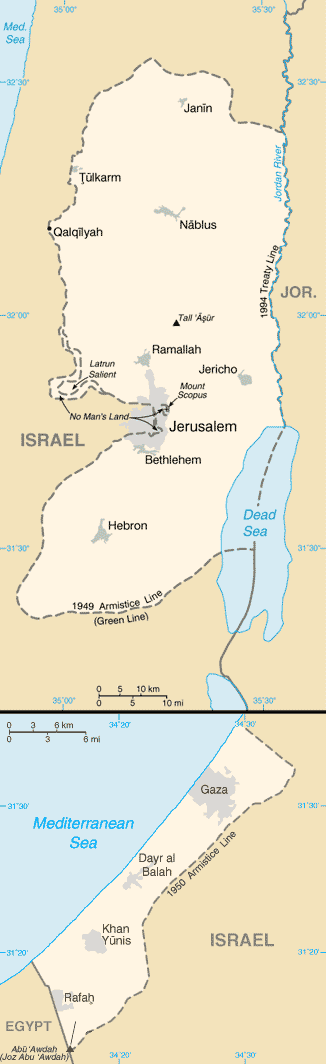
Bản đồ các lãnh thổ gồm các lãnh thổ Palestine

## Các quan chức
| Chức vụ    | Tên | Đảng    | Từ                                          |
| ---------- | --- | ------- | ------------------------------------------- |
| Tổng thống | Mahmoud Abbas (Nhiệm kỳ tổng thống của ông đã được kéo dài tới tháng 1 năm 2010 vì tình trạng bất ổn bên trong Palestine) | Fatah   | 26 tháng 1 năm 2005                         |
| Thủ tướng  | Salam Fayyad (Cựu quan chức cấp cao của Ngân hàng Thế giới)                                                               | Độc lập | Trận Gaza (2007)                            |
| Thủ tướng  | Ismail Haniyeh | Hamas   | 19 tháng 2 năm 2006                         |
| Thủ tướng  | Ahmad Qurei |         | 24 tháng 12 năm 2005 - 19 tháng 2 năm 2006  |
| Thủ tướng  | Nabil Shaath |         | 15 tháng 12 năm 2005 - 24 tháng 12 năm 2005 |
| Thủ tướng  | Ahmad Qurei |         | 7 tháng 10 năm 2003 - 15 tháng 12 năm 2005  |
| Thủ tướng  | Mahmoud Abbas |         | 19 tháng 3 năm 2003 - 7 tháng 10 năm 2003   |

## Công nhận Nhà nước Palestine
Ngày 15/5/1948, Nhà nước Israel tuyên bố thành lập. Một số nước Ả Rập đã bác bỏ Nghị quyết chia cắt 181/II và tuyên bố chiến tranh chống Israel (1948-1949). Qua 4 cuộc chiến tranh (1948 – 1949, 1956, 1967 và 1973), Israel chiếm đóng toàn bộ phần đất chia cho Nhà nước Palestine (theo NQ 181), Đông Jerusalem, cao nguyên Golan của Syria, Nam Liban và bán đảo Sinai của Ai Cập (đã được Israel trao trả theo Hiệp định Trại David ký năm 1979).
Nghị quyết 242 (11/1967) và 338 (10/1973) của Hội đồng Bảo an Liên Hợp Quốc quy định Israel rút quân ra khỏi các lãnh thổ bị chiếm, chấm dứt tình trạng chiến tranh ở Trung Đông, bảo đảm sự bất khả xâm phạm về lãnh thổ của tất cả các quốc gia khu vực (hàm ý công nhận sự tồn tại của Israel), giải quyết vấn đề người tỵ nạn. Tuy nhiên 2 Nghị quyết này chưa đầy đủ vì không đề cập đến quyền tự quyết của nhân dân Palestine.
Năm 1958, Tổ chức Al-Fatah, Tổ chức Cách mạng đầu tiên của nhân dân Palestine được thành lập. Tháng 5/1964, Hội đồng dân tộc Palestine (PNC) lần thứ nhất đã họp ở Đông Jerusalem tuyên bố thành lập Tổ chức Giải phóng Palestine (PLO). Từ đó PLO là người đại diện hợp pháp duy nhất của nhân dân Palestine. Năm 1975 tại khóa họp 30 của Liên Hợp Quốc, Đaị Hội đồng đã mời PLO tham gia Liên Hợp Quốc với tư cách quan sát viên.
Ngày 15/11/1988, Nhà nước Palestine được tuyên bố thành lập.
Ngày 11/11/2004, Chủ tịch Y. Arafat qua đời. Ngày 09/01/2005, ông M. Abbas được bầu làm người đứng đầu PLO và PNA thay thế Chủ tịch Arafat, mở ra thời kỳ mới cho tiến trình hòa bình.
Ngày 25/01/2006, bầu cử Hội đồng lập pháp Chính quyền Palestine với thắng lợi bất ngờ của Phong trào Hồi giáo Hamas (76/132 ghế), Fatah chỉ chiếm được 46 ghế. Mỹ, phương Tây và Israel gây sức ép đòi Hamas từ bỏ đấu tranh vũ trang, công nhận Nhà nước Do Thái và tôn trọng các thỏa thuận và Hiệp định đã ký với Israel. Tuy nhiên Hamas vẫn giữ lập trường cứng rắn. Hamas tích cực tiến hành chiến dịch vận động các nước Ả Rập ủng hộ về mặt chính trị và hỗ trợ tài chính.
Thành phần chính phủ mới do Thủ tướng Ismail Hanyah lãnh đạo gồm 24 thành viên chủ yếu là người của Hamas. Phong trào Fatah, lực lượng nòng cốt trong PLO, phản đối và không hợp tác với Chính phủ của Hamas.
Ngày 15/6/2007, Hamas làm cuộc chính biến, dùng vũ lực chiếm toàn bộ dải Gaza, đẩy lực lượng Fatah về khu Bờ Tây, làm mâu thuẫn nội bộ Palestine trở nên gay gắt hơn. Ngay sau đó Tổng thống M. Abbas tuyên bố giải tán chính phủ do phe Hamas chiếm đa số và thành lập chính phủ khẩn cấp do ông S. Fayad làm Thủ tướng.
Ngày 21/09/2011 Chính Quyền Palestine đứng đầu là Tổng thống Abbas đã nộp đơn xin gia nhập LHQ với tư cách là một quốc gia thành viên.
Ngày 29/11/2012, Đại hội đồng Liên hợp quốc chính thức nâng quy chế của Palestine lên "nhà nước quan sát phi thành viên" với 138 phiếu thuận, 9 phiếu chống và 41 phiếu trắng.

## Lịch sử
Về lịch sử các lãnh thổ hiện do PNA quản lý trước khi tổ chức này được thành lập, xem Lịch sử Palestine và Lịch sử các lãnh thổ Palestine.
Hiệp định Oslo được ký kết ngày 13 tháng 9 năm 1993 giữa Tổ chức Giải phóng Palestine và Israel. Thoả thuận Gaza–Jericho được ký kết ngày 4 tháng 5 năm 1994 và quy định chi tiết việc thành lập Chính quyền Palestine. Đây là một tổ chức lâm thời được lập ra để quản lý một hình thức hạn chế của việc người Palestine tự quản tại các lãnh thổ Palestine trong giai đoạn 5 năm trong thời gian đó các cuộc đàm phán về vị thế cuối cùng sẽ diễn ra. Hội đồng Trung ương Palestine, hoạt động thay mặt cho Hội đồng Quốc gia Palestine của Tổ chức Giải phóng Palestine, thực hiện thoả thuận này, biến Chính quyền Dân tộc Palestine trở thành tổ chức chịu trách nhiệm cho Ủy ban Hành pháp PLO trong một cuộc họp được tổ chức tại Tunis từ 10-11 tháng 10 năm 1993. Cuộc tổng tuyển cử được tổ chức để bầu ra cơ quan lập pháp đầu tiên của nó, Hội đồng Lập pháp Palestine, ngày 20 tháng 1 năm 1996. Thời điểm chấm dứt nhiệm kỳ của tổ chức này là ngày 4 tháng 5 năm 1999, nhưng cuộc bầu cử không được tổ chức vì "tình hình bắt buộc".
Từ khi phong trào Intifada lần thứ hai bắt đầu, Chính quyền Palestine (PA) đã suy yếu cả trong các lãnh thổ Palestine bị chiếm đóng (Dải Gaza và Bờ Tây) và ở nước ngoài. Ariel Sharon và chính quyền George W. Bush từ chối đàm phán với Yasser Arafat, lãnh đạo của Tổ chức Giải phóng Palestine (PLO) và là tổng thống khi đó của PA, người họ cho là tạo ra "một phần vấn đề" (liên quan tới Xung đột Israel-Palestine) và không phải là giải pháp của nó — điều này diễn ra mặc dù Arafat là người đại diện ký kết vào Hiệp định Oslo năm 1993. Tháng 1 năm 2006, Hamas giành chiến thắng trong cuộc bầu cử lập pháp, và vì thế thay thế Đảng Fatah của Arafat trở thành Đảng lãnh đạo nhân dân Palestine.
Israel đã buộc tội Chính quyền Palestine làm ngơ và ngầm tài trợ hành động bạo lực chống lại người Israel. Quan điểm này đã được Hoa Kỳ chính thức chấp nhận vào mùa hè năm 2002, nước này sau đó quyết định cản trở hầu hết các hình thức đàm phán với chính quyền Palestine hiện thời, chờ đợi một sự thay đổi tổ chức mang tính nền tảng. Nhóm chuyên gia cố vấn của Hội đồng Quan hệ Nước ngoài Hoa Kỳ đã tuyên bố Chính quyền Palestine dưới sự lãnh đạo của Arafat là một thiên đường cho Chủ nghĩa khủng bố.
Trong phong trào Intifada, Israel thường nhắm vào các quan chức và các nguồn tài nguyên của Chính quyền Palestine. Đặc biệt, nhiều người đã bị bắt giữ, ám sát hay giết hại khi đang thực thi nhiệm vụ vì cái gọi là các hoạt động khủng bố của họ, những người này đều là các nhân viên của các lực lượng an ninh của Chính quyền Palestine hay chiến binh du kích. Trong Chiến dịch Lá chắn Phòng thủ Israel đã bắt giữ được các tài liệu được cho là bằng chứng rằng Chính quyền Palestine chính thức tài trợ cho các hoạt động khủng bố, được tiến hành bởi các nhân viên của họ như là những công việc "trong bóng tối". Ví dụ, Israel đã bắt giữ và kết án Marwan Barghouti, một lãnh đạo nổi bật của Fatah, vì vai trò lãnh đạo Lữ đoàn các chiến binh tử vì đạo Al-Aqsa. Barghouti vẫn bảo vệ sự vô tội của mình, và bác bỏ sự công bằng của các toà án Israel.
Israel cũng đã nhắm vào cơ sở hạ tầng của Chính quyền Palestine; đặc biệt họ đã đóng cửa nhiều phần cảng biển và cảng hàng không của Palestine, mà Israel coi là đã được sử dụng để vận chuyển những kẻ khủng bố và trang bị của chúng. Những cuộc tấn công của Israel trong thời gian diễn ra phong trào Intifada cũng đã dẫn tới sự huỷ hoại một số cơ sở hạ tầng máy tính của Palestine.
Những động thái này đã bị người Palestine chỉ trích, họ cho rằng Chính quyền Palestine đã ở tình trạng gần sụp đổ, và không còn có khả năng thực thi các nhiệm vụ cả đối nội và đối ngoại. Liên hiệp quốc phản đối khi tuyên bố rằng đó là "một thứ tốt". Điều này bởi những sự xuống cấp thường xuyên của các nguồn tài nguyên và cơ sở hạ tầng của Chính quyền Palestine đã dẫn tới những phàn nàn của PA và một số nhà tài trợ của họ từ Liên minh châu Âu rằng Israel có chủ tâm gây khó khăn cho PA để hạn chế quyền lực của họ trong việc bắt buộc tuân thủ pháp luật nhằm đưa ra một hình ảnh về Chủ nghĩa khủng bố và vô chính phủ tại các lãnh thổ Palestine.
Ngày 7 tháng 7 năm 2004, Nhóm bộ tứ các nhà trung gian hoà giải về Trung Đông đã thông báo cho Ahmed Qurei, Thủ tướng Nhà nước Palestine từ 2003 tới 2006, rằng họ đã "chán ngán và mệt mỏi" với sự thất bại của người Palestine trong việc thực thi những cải cách đã hứa hẹn: "Nếu những cải cách an ninh không được thực hiện, sẽ không có (thêm) sự hỗ trợ quốc tế và không có khoản tiền nào từ cộng đồng thế giới"
Ngày 18 tháng 7 năm 2004, Tổng thống Hoa Kỳ George W. Bush nói rằng việc thành lập một nhà nước Palestine vào cuối năm 2005 dường như vì sự bất ổn và bạo lực trong Chính quyền Palestine.
Để có được một nhà nước Palestine, điều mấu chốt với các lãnh đạo của nó là thái độ cởi mở với cải cách và sự cống hiến với nhân dân.
Vấn đề của người dân Palestine là vấn đề về lãnh thổ - họ không có nhà nước và không có những người lãnh đạo. Người Palestine muốn có sự thay đổi cần yêu cầu thành lập một lực lượng an ninh. Vấn đề thực sự là không có sự lãnh đạo có khả năng nói 'hãy giúp chúng tôi thành lập một nhà nước và chúng tôi sẽ chiến đấu chống khủng bố và đáp ứng các yêu cầu của người dân Palestine'.
Sau cái chết của Arafat ngày 11 tháng 11 năm 2004, Rawhi Fattuh, lãnh đạo Hội đồng Lập pháp Palestine trở thành Tổng thống tạm quyền của Chính quyền Palestine theo Điều 54(2) của Luật Căn bản của Chính quyền.
Nếu chức vụ Tổng thống của Chính quyền Quốc gia bị bỏ trống vì bất kỳ trường hợp nào trong những trường hợp trên, Người phát ngôn Hội đồng Lập pháp Palestine sẽ nắm các quyền lực và trách nhiệm của chức vụ Tổng thống Chính quyền Quốc gia, tạm thời trong một giai đoạn không vượt quá (60) sáu mươi ngày, trong đó cuộc bầu cử tự do và trực tiếp để lựa chọn một tổng thống mới sẽ diễn ra theo Luật Bầu cử Palestine.
Ngày 19 tháng 4 năm 2005, Vladimir Putin tổng thống Nga đồng ý giúp đỡ Chính quyền Palestine khi nói rằng, "Chúng tôi ủng hộ những nỗ lực của Tổng thống Abbas để cải cách lĩnh vực an ninh và chiến đấu chống lại Chủ nghĩa khủng bố [...] Nếu chúng tôi đang chờ đợi Tổng thống Abbas chiến đấu chống lại Chủ nghĩa khủng bố, ông ta không thể làm việc đó với những nguồn tài nguyên mình có hiện tại. [...] Chúng tôi sẽ trao cho Chính quyền Palestine sự giúp đỡ kỹ thuật bằng cách gửi trang bị, huấn luyện nhân viên. Chúng tôi sẽ trao cho Chính quyền Palestine các trực thăng và cả thiết bị viễn thông."
Chính quyền Palestine trở thành chịu trách nhiệm về quản lý dân sự tại một số khu vực nông thôn, cũng như cả về an ninh tại các thành phố lớn ở Bờ Tây và Dải Gaza. Mặc dù giai đoạn lâm thời 5 năm đã kết thúc năm 1999, thoả thuận về vị thế cuối cùng vẫn chưa được ký kết dù có những nỗ lực như Hội nghị thượng đỉnh Trại David năm 2000, Hội nghị thượng đỉnh Taba, và Hiệp định không chính thức Genève.
Tháng 8 năm 2005, Thủ tướng Israel Ariel Sharon bắt đầu đơn phương rút quân của ông khỏi dải Gaza, nhượng lại toàn bộ quyền kiểm soát bên trong Dải Gaza cho Chính quyền Palestine nhưng vẫn giữ quyền kiểm soát các biên giới của nó gồm cả không phận và hải phận (ngoại trừ biên giới với Ai Cập).. Điều này đã làm gia tăng phần trăm lãnh thổ tại dải Gaza nằm dưới quyền quản lý trên danh nghĩa của PNA từ 60% lên 100%.
Cuộc bầu cử lập pháp Palestine diễn ra ngày 25 tháng 1 năm 2006. Hamas giành chiến thắng và Ismail Haniyeh được chỉ định làm Thủ tướng ngày 16 tháng 2 năm 2006 và tuyên thệ nhậm chức ngày 29 tháng 3 năm 2006. Tuy nhiên, khi một chính phủ dưới sự lãnh đạo của Hamas được thành lập, Israel, Hoa Kỳ, Canada, và Liên minh châu Âu ngừng mọi khoản viện trợ cho Chính quyền Palestine, sau khi Hamas từ chối công nhận quyền tồn tại của Israel, từ chối từ bỏ bạo lực, và đồng ý với những thoả thuận trong quá khứ. Những ngước này coi Hamas như một tổ chức khủng bố.
Tháng 12 năm 2006, Ismail Haniyeh, Thủ tướng Chính quyền Palestine tuyên bố rằng PA sẽ không bao giờ công nhận Israel: "Chúng tôi không bao giờ công nhận chính quyền chiếm đoạt Do Thái và sẽ tiếp tục phong trào kiểu jihad của chúng tôi cho tới khi giải phóng được Jerusalem."
Trong một nỗ lực nhằm giải quyết thế bế tắc tài chính và ngoại giao, chính phủ Hamas cùng với Chủ tịch Fatah Mahmoud Abbas đã đồng ý thành lập một chính phủ thống nhất. Haniyeh từ chức ngày 15 tháng 2 năm 2007 như một phần của thoả thuận. Chính phủ thống nhất cuối cùng được hình thành ngày 18 tháng 3 năm 2007 dưới sự lãnh đạo của Thủ tướng Ismail Haniyeh và gồm các thành viên từ Hamas, Fatah và các Đảng cùng các chính trị gia độc lập khác.
Sau khi Hamas chiếm Gaza ngày 14 tháng 6 năm 2007, Chủ tịch Chính quyền Palestine Abbas giải tán chính phủ vào ngày 15 tháng 6 năm 2007 chỉ định Salam Fayad làm Thủ tướng để hình thành một chính phủ mới. Dù quyền lực của chính phủ mới được tuyên bố bao trùm mọi lãnh thổ Palestine, trên thực tế nó bị hạn chế ở những khu vực do Chính quyền Palestine kiểm soát ở Bờ Tây. Chính phủ Fayad đã giành được sự ủng hộ quốc tế. Ai Cập, Jordan, và Ả Rập Xê Út nói vào cuối tháng 6 năm 2007 rằng Chính phủ ở Bờ Tây do Fayad thành lập là chính phủ hợp pháp duy nhất của Palestine, và Ai Cập chuyển đại sứ của họ từ Gaza tới Bờ Tây. Hamas, vốn đã hoàn toàn kiểm soát Dải Gaza, phải đối mặt với sự cô lập ngoại giao và kinh tế của quốc tế.
Một thoả thuận ngừng bắn sáu tháng giữa Hamas và Israel chấm dứt ngày 19 tháng 12 năm 2008. Hamas tuyên bố rằng Israel phá vỡ thoả thuận ngày 4 tháng 11 năm 2008, và rằng Israel đã không dỡ bỏ phong toả Dải Gaza, và Israel cáo buộc Hamas về những vụ bắn tên lửa vào các thị trấn và thành phố miền nam Israel. Cuộc Xung đột Israel-Gaza năm 2008–2009 bắt đầu ngày 27 tháng 12 năm 2008 (11:30 a.m. giờ địa phương; 9:30 a.m. UTC) khi Các lực lượng phòng vệ Israel tung ra một chiến dịch quân sự có mã hiệu Chiến dịch Cast Lead (tiếng Hebrew: מבצע עופרת יצוקה, Mivtza Oferet Yetzuka) để trả đũa vụ bắn tên lửa từ khu vực này, nhắm vào các thành viên và cơ sở hạ tầng của Gaza dưới quyền quản lý của Hamas.

## Chính trị và cơ cấu bên trong
Chính quyền Dân tộc Palestine (PNA) được tạo dựng bởi, và về cơ bản có trách nhiệm với, và trong lịch sử có liên kết với Tổ chức Giải phóng Palestine (PLO), là tổ chức mà Israel cùng đàm phán Hiệp định Oslo. Chủ tịch PLO, Yasser Arafat, được bầu làm tổng thống của PNA trong một thắng lợi vang dội năm 1996. Cuộc bầu cử sau đó đã bị trì hoãn, chủ yếu bởi sự bùng phát của Al-Aqsa Intifada và tình trạng khẩn cấp quân sự của Israel là hậu quả của nó. Tuy nhiên, cuộc tranh giành nội bộ Palestine cũng là một lý do dẫn tới sự tan rã của chính phủ. Sau cái chết của Arafat năm 2004, các cuộc bầu cử tổng thống và địa phương mới đều được tổ chức. Tuy tới 80% nhân viên của PA là người Palestine địa phương, các chức vụ cao hầu hết đều do các quan chức PLO trở về từ nước ngoài khi PNA được thành lập năm 1994 nắm giữ. Với nhiều người Palestine địa phương, những "người quay trở về" đó là một nguồn gốc tạo ra quan liêu và tham nhũng.
Chính quyền Arafat bị chỉ trích vì thiếu dân chủ, tham nhũng lan tràn trong giới quan chức, và sự phân chia quyền lực giữa các gia đình và nhiều cơ quan chính phủ với các chức năng chồng chéo. Ông đã thành lập hơn mười tổ chức an ninh riêng biệt thông qua nhiều bộ máy trong một cái gọi là mô hình phân chia và mệnh lệnh, thứ đã bị coi là đảm bảo một không khí đấu tranh quyền lực bên trong Chính quyền cho phép ông giữ quyền kiểm soát tổng thể. Cả Israel và Hoa Kỳ tuyên bố họ đã mất lòng tin vào Arafat như một đối tác và từ chối đàm phán với ông, coi ông có liên kết với Chủ nghĩa khủng bố. Arafat bác bỏ điều này, và đã được các lãnh đạo trên khắp thế giới tới thăm cho tới khi ông chết. Tuy nhiên, điều này bắt đầu một tác động đòi thay đổi trong giới lãnh đạo Palestine. Năm Arafat đầu hàng trước sức ép trong nước và quốc tế và chỉ định Mahmoud Abbas (Abu Mazen) làm thủ tướng PNA. Abbas từ chức bốn tháng sau đó vì thiếu sự ủng hộ từ Israel, Hoa Kỳ và chính Arafat. Sau này ông được chọn làm ứng cử viên tổng thống PNA năm 2004 của Đảng Fatah của ông sau cái chết của Arafat. Ông thắng cử tổng thống ngày 9 tháng 1 năm 2005 với 62% phiếu bầu.
Theo "Luật Căn bản" của Palestine được Arafat ký năm 2002 sau một sự trì hoãn kéo dài, cơ cấu hiện tại của PA dựa trên ba nhánh quyền lực riêng biệt: hành pháp, lập pháp và tư pháp. Nhánh tư pháp vẫn chưa được hình thành đầy đủ.
Tổng thống Nhà nước Palestine do dân trực tiếp bầu ra, và người giữ chức vụ này cũng được coi là tổng tư lệnh các lực lượng vũ trang. Trong một sửa đổi Luật Căn bản được thông qua năm 2003 (và đó có thể sẽ hay không trở thành hiến pháp Palestine một khi nền độc lập được thiết lập), tổng thống chỉ định một "thủ tướng" người cũng là lãnh đạo của nhánh an ninh quốc gia. Thủ tướng lựa chọn một nội các gồm các bộ trưởng và điều hành chính phủ, báo cáo trực tiếp với tổng thống. Cựu thủ tướng Ahmed Qureia đã thành lập chính phủ của mình ngày 24 tháng 2 năm 2005 với sự ca ngợi rộng rãi của quốc tế bởi, lần đầu tiên, hầu hết các bộ đều do những chuyên gia trong lĩnh vực nó nắm giữ trái ngược với sự chỉ định chính trị.
Hội đồng Lập pháp Palestine (PLC) là một cơ quan được bầu ra với 132 đại biểu và hoạt động như một nghị viện. PLC phải thông qua mọi vị trí trong nội các do thủ tướng đề xuất, và cũng phải xác nhận cho cả thủ tướng khi ông được tổng thống chỉ định. Trái ngược với các quốc gia Ả Rập, PLC trong lịch sử đã có khá nhiều quyền lực, và thường gây ra những thay đổi trong việc chỉ định chính phủ thông qua các đe doạ bỏ phiếu bất tín nhiệm. Nhiều cuộc bầu cử quan trọng thường có kết quả với sự ưu ái dành cho chính phủ mà không có một đa số hoàn toàn. Từ khi Arafat qua đời, PLC đã tăng cường lại hoạt động của mình, và thường triệu tập các quan chức hành pháp cao cấp tới giải trình trước cơ quan này. Cuộc bầu cử nghị viện đã được tiến hành tháng 1 năm 2006 sau sự thông quan gần đây của một luật xét lại bầu cử tăng số lượng ghế từ 88 lên 132.

### Các Đảng chính trị và bầu cử
Bản mẫu:Elect
Từ khi thành lập Chính quyền Palestine năm 1993 cho tới khi Yasser Arafat chết hồi cuối năm 2004, chỉ một cuộc bầu cử diễn ra. Tất cả các cuộc bầu cử khác đã bị trì hoãn vì nhiều lý do khác nhau.
Một cuộc bầu cử tổng thống và lập pháp duy nhất diễn ra năm 1996. Cuộc bầu cử tổng thống và lập pháp tiếp theo được dự định vào năm 2001, nhưng đã bị trì hoãn sau khi Al-Aqsa Intifada diễn ra. Sau cái chết của Arafat, cuộc bầu cử tổng thống chính quyền được thông báo vào ngày 9 tháng 1 năm 2005. Lãnh đạo PLO Mahmoud Abbas giành 62.3% phiếu bầu, trong khi Tiến sĩ Mustafa Barghouti, một nhà vật lý và là ứng cử viên độc lập giành 19.8% phiếu.
Bản mẫu:Bầu cử tổng thống Palestine năm 2005
Ngày 10 tháng 5 năm 2004 Nội các Palestine thông báo rằng cuộc bầu cử thành phố sẽ lần đầu tiên diễn ra. Cuộc bầu cử được thông báo vào tháng 8 năm 2004 tại Jericho, tiếp sau đó là một số khu vực đô thị ở Dải Gaza. Tháng 7 năm 2004 những cuộc bầu cử đó đã bị trì hoãn. Các vấn đề với việc đăng ký cử tri được cho là đã góp phần vào sự trì hoãn. Cuộc bầu cử thành phố cuối cùng diễn ra để bầu các quan chức hội đồng tại Jericho và 25 thị trấn và làng mạc khác ở Bờ Tây ngày 23 tháng 12 năm 2004. Ngày 27 tháng 1 năm 2005, vòng một cuộc bầu cử thành phố diễn ra tại Dải Gaza để bầu các quan chức tại 10 hội đồng địa phương. Những vòng tiếp sau tại Bờ Tây diễn ra tháng 5 năm 2005.
Cuộc bầu cử Hội đồng Lập pháp Palestine (PLC) được dự định vào tháng 7 năm 2005 bởi Tổng thống tạm quyền Chính quyền Palestine Rawhi Fattuh tháng 1 năm 2005. Những cuộc bầu cử đó đã bị Mahmoud Abbas trì hoãn sau những thay đổi lớn với Luật bầu cử được PLC thông qua đòi hỏi thêm thời gian cho Hội đồng Bầu cử Trung ương Palestine được hình thành và chuẩn bị. Trong số những thay đổi có sự mở rộng số thành viên nghị viện từ 88 lên 132, với một nửa số ghế được cạnh tranh tại 16 địa phương, và nửa kia được bẩu theo tỷ lệ theo bầu cử Đảng phái từ một cuộc thăm dò các ứng cử viên trên phạm vi quốc gia.
Bản mẫu:Bầu cử lập pháp Palestine năm 2006
Các tổ chức sau, được liệt kê theo vần abc, đã tham gia vào cuộc bầu cử gần đây bên trong Chính quyền Dân tộc Palestine:
- Mặt trận Dân chủ vì sự Giải phóng Palestine (Al-Jabhah al-Dimuqratiyah Li-Tahrir Filastin)
- Fatah hay Phong trào Giải phóng Palestine (Harakat al-Tahrâr al-Filistini)
- Hamas hay Phong trào Kháng chiến Hồi giáo (Harakat al-Muqawamah al-Islamiyah)
- Liên minh Dân chủ Palestine (al-Ittihad al-Dimuqrati al-Filastini, FiDA)
- Sáng kiến Quốc gia Palestine (al-Mubadara al-Wataniya al-Filistiniyya)
- Đảng Nhân dân Palestine (Hizb al-Sha'b al-Filastini)
- Mặt trận Nhân dân vì sự Giải phóng Palestine (Al-Jabhah al-sha'abiyah Li-Tahrir Filastin)

Các cuộc thăm dò năm 2006 đã cho thấy Fatah và Hamas có sức mạnh tương đương.
Ngày 14 tháng 6 năm 2007, sau Trận Gaza (2007), tổng thống Palestine Mahmoud Abbas đã giải tán chính phủ do Hamas lãnh đạo, để lại chính phủ dưới sự kiểm soát của ông trong 30 ngày, sau đó chính phủ lâm thời sẽ được Hội đồng Lập pháp Palestine thông qua.

## Luật pháp

### Bạo lực chống lại dân sự
Nhóm Giám sát Nhân quyền Palestine thông báo "những sự bất bình và xung đột hàng ngày giữa nhiều phe phái chính trị, gia đình và các thành phố là một bức tranh tổng thể về xã hội Palestine. Những sự chia rẽ đó trong thời điểm al Aqsa Intifada đang diễn ra cũng dẫn tới một sự gia tăng bạo lực ‘Intrafada’. Trong giai đoạn 10 năm từ 1993 tới 2003, 16% thiệt hại nhân mạng dân sự Palestine là do các cá nhân hay các nhóm Palestine gây ra."
Erika Waak thông báo trong The Humanist "Trong tổng số thường dân Palestine bị giết hại trong giai đoạn này bởi cả các lực lượng an ninh Israel và Palestine, 16% là nạn nhân của các lực lượng an ninh Palestine." Những cáo buộc hợp tác với Israel đã được sử dụng để nhắm tới và giết hại các cá nhân Palestine:
"Những người bị buộc tội hoặc bị phát hiện giúp đỡ người Israel, công khai phản đối Arafat, hay tham gia vào các băng Đảng tội phạm đối lập, và những cá nhân đó đã bị treo cổ sau những phiên toà ngắn ngủi. Arafat đã tạo ra một môi trường nơi bạo lực tiếp tục diễn ra trong khi làm câm lặng những lời chỉ trích có thể xuất hiện, và mặc dù ông ta có thể khiến bạo lực không thể diễn ra, ông ta không ngăn cản nó."
Nghiên cứu hàng năm của Freedom House về quyền chính trị và các quyền tự do dân sự, Freedom in the World 2001-2002, báo cáo "Các quyền tự do dân sự đã sụt giảm bởi: những vụ bắn chết các thường dân Palestine bởi các nhân viên Palestine; các phiên toà ngắn ngủi và những vụ hành quyết những người bị cho là cộng tác với Chính quyền Palestine (PA); những vụ giết hại phi luật pháp những người bị nghi ngờ cộng tác của những chiến binh du kích; và sự khuyến khích công khai thanh niên Palestine đối đầu với các chiến binh Israel, vì thế trực tiếp đặt họ vào con đường nguy hiểm."
Các lực lượng an ninh Palestine, ở thời điểm tháng 3 năm 2005, không thực hiện bất cứ một vụ bắt giữ nào với vụ giết hại tháng 10 năm 2003 ba thành viên người Mỹ của một phái đoàn ngoại giao tại Dải Gaza. Moussa Arafat, lãnh đạo Cơ quan Tình báo Quân sự Palestine và là một người em họ của Chủ tịch Chính quyền Palestine Yasser Arafat đã nói rằng, về áp lực của Mỹ đòi bắt giữ những kẻ giết người; "Họ biết rằng chúng tôi đang ở trong một tình thế rất nghiêm trọng và rằng xung đột với bất kỳ bên nào của Palestine với sự hiện diện chiếm đóng là một vấn đề sẽ tạo ra nhiều rắc rối cho chúng tôi". Từ vụ tấn công tháng 10 năm 2003, các nhà ngoại giao Hoa Kỳ đã bị cấm vào Dải Gaza.
Có tuyên bố rằng một số đường hầm buôn lậu nối Ai Cập và Dải Gaza thuộc sự quản lý của một trong các cơ quan an ninh của Chính quyền Palestine dưới sự chỉ huy của Moussa Arafat. Ông ta bị cáo buộc nhận một phần lợi nhuận có được từ các đường hầm buôn lậu.
Trong năm 2007 nhiều mục tiêu phương Tây và Thiên chúa đã bị tấn công ở Bờ Tây và Gaza. Các thành viên của các băng Đảng địa phương và các nhóm khủng bố đã phá hoại và tiêu huỷ các định chế liên kết với văn hoá phương Tây như các trường Mỹ, các thư viện của nhà thờ và hàng chục tiệm càphê internet. Những sự kiện này phần lớn đã bị truyền thông bỏ qua.

### Bạo lực chống lại các quan chức (2003-2004)
Ngày 15 tháng 10 năm 2003, ba thành viên của một phái đoàn ngoại giao Hoa Kỳ đã bị giết hại và một số thành viên khác bị thương ba kilômét phía nam đoạn giao cắt Erez vào Dải Gaza bởi một quả bom khủng bố. Những kẻ thủ phạm vẫn chưa bị bắt giữ.
Tháng 2 năm 2004 Ghassan Shaqawa (thị trưởng Nablus) đã đưa đơn từ chức để phản đối việc Chính quyền Palestine không có nhiều hành động chống lại các du kích vũ trang đang tiến hành các hoạt động bạo lực trong thành phố và nhiều nỗ lực của một số người Palestine nhằm ám sát ông. Lãnh đạo cảnh sát Gaza, Tướng Saib al-Ajez, sau này nói: "Cuộc xung đột nội bộ này giữa cảnh sát và các chiến binh du kích không thể diễn ra. Nó bị ngăn cấm. Chúng ta là một quốc gia và nhiều người biết lẫn nhau và sẽ không dễ dàng để giết một ai đó mang vũ khí để bảo vệ quốc gia của mình."
Trong ba tháng đầu năm 2004, một số vụ tấn công các nhà báo ở Bờ Tây và Dải Gaza đã bị cáo buộc do Lữ đoàn Tử vì đạo Al-Aqsa, rõ ràng nhất là vụ tấn công vào các văn phòng ở Bờ Tây của đài truyền hình Ả Rập Al-Arabiya của những người đeo mặt nạ tự nhận là các thành viên của Lữ đoàn. Các nhà báo Palestine tại Gaza đã kêu gọi một cuộc tổng đình công ngày 9 tháng 2 để phản đối sự gia tăng bạo lực này chống lại các nhà báo.
Karen Abu Zayd, chỉ huy Cơ quan Giảm nhẹ và Việc làm Liên hiệp quốc tại Dải Gaza đã nói ngày 29 tháng 2 năm 2004: "Điều đã bắt đầu ở mức rõ ràng hơn là sự khởi đầu của sự tan rã của luật pháp và trật tự, tất cả các nhóm đều có các chiến binh của riêng mình, và họ được tổ chức rất tốt. Các nhóm của họ đang tìm cách thực thi quyền lực của mình."
Ghazi al-Jabali, Lãnh đạo Cảnh sát Dải Gaza từ năm 1994 đã là mục tiêu của nhiều vụ tấn công của người Palestine. Tháng 3 năm 2004, văn phòng của ông bị bắn súng. Tháng 4 năm 2004, một quả bom phát nổ phá hoại phần phía trước ngôi nhà của ông. Ngày 17 tháng 7 năm 2004, ông bị bắt cóc trong một cuộc mai phục vào đoàn xe của ông và làm hai vệ sĩ bị thương. Ông đã được thả vài giờ sau đó. Chưa tới sáu giờ sau, Thiếu tá Khaled Abu Aloula, giám đốc phối hợp an ninh ở phần phía nam Dải Gaza bị bắt cóc.
Tối ngày 17 tháng 7, các thành viên phong trào Fatah đã bắt cóc 5 công dân Pháp (3 nam và 2 nữ) và giữ con tin tại toà nhà của Hiệp hội Chữ thập Đỏ ở Khan Yunis:
các quan chức an ninh Palestine đã nói rằng vụ khủng bố do Lữ đoàn Abu al-Rish tiến hành, lữ đoàn này bị cáo buộc liên hệ với Chủ tịch phái Fatah của Chủ tịch Chính quyền Palestine Yasser Arafat.
Ngày 18 tháng 7, Arafat đã thay thế Ghazi al-Jabali, bằng người cháu của mình là Moussa Arafat, gây ra những vụ bạo loạn tại Rafah và Khan Yunis trong đó các thành viên của Lữ đoàn Tử vì đạo al-Aqsa đã đốt cháy các văn phòng của PA và nổ súng vào cảnh sát Palestine. Trong những cuộc bạo loạn ít nhất một người Palestine đã thiệt mạng và hàng chục người bị thương nặng.
Ngày 20 tháng 7 năm 2004 David Satterfield, người đứng thứ hai tại văn phòng Cận Đông Bộ Ngoại giao Hoa Kỳ trong một buổi điều trình trước Thượng viện đã nói rằng Chính quyền Palestine đã không thành công trong việc bắt giữ những kẻ khủng bố Palestine, những kẻ đã giết hại ba thành viên của một phái đoàn ngoại giao Mỹ đang trên đường tới Dải Gaza ngày 15 tháng 10 năm 2003. Satterfield nói:
Không có giải pháp thích đáng cho vụ việc này. Chúng ta chỉ có thể kết luận rằng đã có một quyết định chính trị do chủ tịch (Yasser Arafat) đưa ra nhằm cản trở sự tiếp tục của cuộc điều tra này.
Ngày 21 tháng 7, Nabil Amar, cựu Bộ trưởng Thông tin và một thành viên của nội các cũng như thành viên của Hội đồng Lập pháp Palestine, đã bị các tay súng đeo mặt nạ bắn, sau một cuộc phỏng vấn với một kênh truyền hình trong đó ông chỉ trích Yasser Arafat và kêu gọi những cuộc cải cách bên trong PA.
Về sự rơi vào hỗn loạn Bộ trưởng nội các Qadura Fares đã nói ngày 21 tháng 7 năm 2004:
Mọi người trong chúng ta đều có trách nhiệm. Arafat là người chịu trách nhiệm lớn nhất về sự thất bại. Tổng thống Arafat đã thất bại và chính phủ Palestine đã thất bại, các phe nhóm chính trị Palestine thất bại.
Ngày 22 tháng 7 năm 2004, Liên hiệp quốc đã gia tăng mức độ cảnh báo đe doạ cho Dải Gaza lên "Mức độ Bốn" (chỉ kém mức độ tối đa "Mức độ Năm" một bậc) và lập kế hoạch di tản các nhân viên nước ngoài không thật cần thiết khỏi Dải Gaza.
Vụ bắn các tên lửa Qassam từ Dải Gaza vào Israel đã bị những người sống gần nơi phóng tên lửa phản đối kịch liệt bởi những cuộc trả đũa thường xuyên của quân đội Israel vào nơi phóng. Ngày 23 tháng 7 năm 2004, một chú bé người Ả Rập đã bị những kẻ khủng bố Palestine thuộc Lữ đoàn Tử vì đạo Al-Aqsa bắn và giết chết sau khi cậu và gia đình phản đối khi họ định lắp đặt một bệ phóng tên lửa Qassam bên ngoài ngôi nhà của họ. Năm cá nhân khác đã bị thương trong vụ việc.
Ngày 25 tháng 7 năm 2004, 20 thành viên của Lữ đoàn Tử vì đạo Al-Aqsa đã chiếm văn phòng thống đốc tại thị trấn Khan Yunis thuộc Dải Gaza. Trong số những yêu cầu cua rhọ có việc, cháu của Yasser Arafat, Moussa Arafat phải bị bãi chức lãnh đạo an ninh tại Gaza. Trong một vụ tấn công riêng biệt, những người chưa được xác định đã tấn công một đồn cảnh sát và phá huỷ ngôi nhà này gây ra nhiều thiệt hại.
Ngày 31 tháng 7, những kẻ bắt cóc người Palestine tại Nablus đã bắt giữ 3 người mang quốc tịch nước ngoài, một người Mỹ, một người Anh và một người Ireland. Sau này họ đã được thả. Tương tự, một trụ sở của lực lượng an ninh PA đã bị đốt cháy tại Jenin bởi Lữ đoàn Tử vì đạo al Aqsa. Một lãnh đạo của Lữ đoàn Tử vì đạo Al Aqsa đã nói họ đốt toà nhà này bởi vị thị trưởng mới Qadorrah Moussa, do Arafat chỉ định, đã từ chối trả lương cho các thành viên Al Aqsa hay hợp tác với nhóm này.
Ngày 8 tháng 8 năm 2004 Bộ trưởng Tư pháp Nahed Arreyes đã từ chức và nói rằng ông đã bị tước đoạt đa số quyền lực với hệ thống pháp lý. Năm trước đó, Yasser Arafat đã tạo ra một cơ quan đối trọng với Bộ Tư pháp và đã bị cáo buộc tiếp tục kiểm soát luật pháp và đặc biệt là các công tố viên nhà nước.
Ngày 10 tháng 8 năm 2004, một báo cáo của một uỷ ban điều tra của Hội đồng Lập pháp Palestine về những lý do của tình trạng vô chính phủ và hỗn loạn bên trong Chính quyền Palestine đã được tờ nhật báo Haaretz xuất bản Lưu trữ ngày 11 tháng 10 năm 2004 tại Wayback Machine. Báo cáo đưa ra cáo buộc chính với Yasser Arafat và các lực lượng an ninh PA, "đã không thể tạo lập một quyết định chính trị rõ ràng để chấm dứt nó".
Báo cáo viết,
"Lý do chính của sự thất bại của các lực lượng an ninh Palestine và sự thiếu hành động của họ trong việc tái lập luật pháp và trật tự"...
"là sự thiếu hụt hoàn toàn một quyết định chính trị rõ ràng và không có định nghĩa về những vai trò của họ, kể cả trong ngắn và dài hạn."
Báo cáo cũng kêu gọi ngừng bắn tên lửa Qassam và bắn pháo vào các khu định cư Israel bởi nó làm hại đến "các quyền lợi của Palestine".
Hakham Balawi nói:
"... Cấm phóng tên lửa và bắn súng từ các ngôi nhà, và đó là lợi ích tối cao của Palestine và không thể bị xâm phạm bởi kết quả là sự trả đũa dã man của quân đội chiếm đóng và toàn thể người dân không thể chấp nhận những vụ bắn phá như vậy. Những người thực hiện điều đó chắc chắn là một nhóm không đại diện cho người dân và quốc gia, thực hiện điều đó mà không nghĩ gì tới lợi ích chung và ý kiến cộng đồng trên thế giới và tại Israel. Không có tầm nhìn hay mục đích với các tên lửa; lợi ích của Palestine là quan trọng hơn"
Dù có sự chỉ trích chống lại Yasser Arafat, những vụ việc vẫn tiếp tục. Ngày 24 tháng 8 Thiếu tá cơ quan Tình báo Chung Palestin tại Dải Gaza, Tareq Abu-Rajab, đã bị một nhóm người có vũ trang bắn. Ông bị thương nặng.
Ngày 31 tháng 8, Lữ đoàn Tử vì đạo Jenin, cánh vũ trang của Ủy ban Kháng chiến Nhân dân, đã đe doạ giết hại Bộ trưởng Nabil Shaath vì đã tham gia vào một hội nghị ở Italia có sự hiện diện của Bộ trưởng Ngoại giao Israel Silvan Shalom, tuyên bố "ông ta sẽ bị kết án tử hình nếu tham gia. Quyết định này không thể được huỷ bỏ, chúng tôi kêu gọi các vệ sĩ của ông rời bỏ phái đoàn để bảo vệ tính mạng của họ."
Ngày 8 tháng 9, Thủ tướng Ahmed Qurei, đã một lần nữa đe doạ từ chức. Đã ba tuần trôi qua từ khi ông rút lại tuyên bố từ chức, vốn ban đầu từng được đưa ra sáu tuần trước đó.
Ngày 12 tháng 10, Moussa Arafat, cháu của Yasser Arafat và là một viên chức an ninh cao cấp tại Dải Gaza, đã thoát khỏi một âm mưu ám sát bằng bom xe. GẦn đây Ủy ban Kháng chiến Nhân dân đã đe doạ Moussa Arafat để trả đũa cho một cái gọi là âm mưu của ông nhằm ám sát lãnh đạo của họ, Mohammed Nashabat.
Ngày 14 tháng 10, Thủ tướng Palestine Ahmed Qurei nói rằng Chính quyền Palestine không có khả năng ngăn chặn sự lan tràn của tình trạng vô chính phủ. Tuy hàng ngày vẫn cáo buộc Israel về các vấn đề của PA, ông đã chỉ ra rằng nhiều lực lượng an ninh của PA đã bị ảnh hưởng bởi nạn tham nhũng và bè phái phong kiến. Vì thiếu các biện pháp cải cách chính phủ do các nhà trung gian hoà bình quốc tế đề xuất, các nhà lập pháp Palestine đã yêu cầu Qurei đệ trình một báo cáo về vấn đề ngày 20 tháng 10, vào thời điểm đó họ sẽ quyết định về việc có tổ chức một cuộc bỏ phiếu bất tín nhiệm hay không.
Ngày 19 tháng 10, một nhóm các thành viên của Lữ đoàn Tử vì đạo Al-Aqsa, dưới sự chỉ huy của Zakaria Zubeidi, đã chiếm các toà nhà thuộc Bộ Tài chính Palestine và nghị viện Palestine tại Jenin.

### Các biện pháp hiện nay của Palestine nhằm duy trì luật pháp và trật tự
Năm 2006, sau chiến thắng của Hamas, bộ trưởng nội vụ Palestine đã lập ra một Lực lượng Hành pháp cho cảnh sát. Tuy nhiên, tổng thống Chính quyền Palestine đã bác bỏ và sau những xung đột giữa Hamas và Fatah, một sự tái triển khai lực lượng đã được thực hiện và những nỗ lực bắt đầu để sáp nhập nó với lực lượng cảnh sát.

## Phân chia hành chính
Sau khi ký kết Hiệp định Oslo, Bờ Tây và Dải Gaza được chia thành các khu vực (A, B, và C) và các vùng thủ hiến.
Vùng A chỉ khu vực nằm dưới sự kiểm soát an ninh và dân sự của Chính quyền Palestine.
Vùng B chỉ khu vực nằm dưới sự kiểm soát dân sự của người Palestine và kiểm soát an ninh của Israel.
Vùng C chỉ khu vực hoàn toàn dưới quyền kiểm soát của Israel như các khu định cư.
Từ Trận Gaza (2007) hầu hết Dải Gaza thuộc quyền kiểm soát của Hamas và Chính quyền Palestine tuyên bố rằng họ không còn chính thức kiểm soát Dải Gaza.

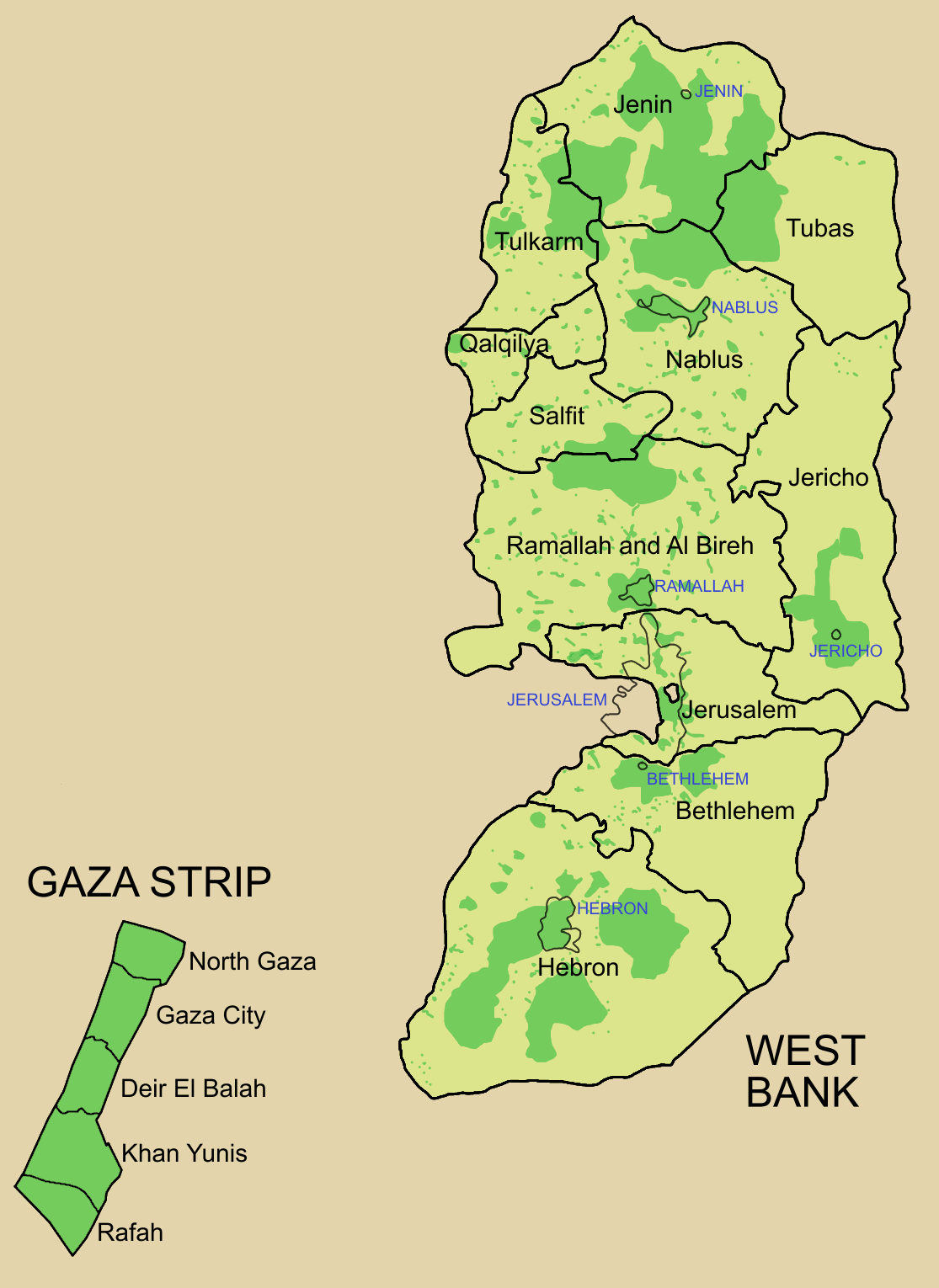
Bản đồ thể hiện các vùng thủ hiến và các khu vực quản lý chính thức của người Palestine (Các vùng A và B màu xanh đậm)

PNA chia lãnh thổ Palestine thành 16 vùng thủ hiến
- Vùng thủ hiến Jenin
- Vùng thủ hiến Tubas
- Vùng thủ hiến Nablus
- Vùng thủ hiến Tulkarm
- Vùng thủ hiến Salfit
- Vùng thủ hiến Qalqilya
- Vùng thủ hiến Ramallah và al-Bireh
- Vùng thủ hiến Jericho
- Vùng thủ hiến Jerusalem
- Vùng thủ hiến Bethlehem
- Vùng thủ hiến Hebron
- Vùng thủ hiến Bắc Gaza
- Vùng thủ hiến Gaza
- Vùng thủ hiến Deir el-Balah
- Vùng thủ hiến Khan Yunis
- Vùng thủ hiến Rafah

, 

## Kinh tế
Sau cuộc bầu cử lập pháp năm 2006, với thắng lợi của Hamas, Israel đã ngừng chuyển giao $55 triệu tiền thuế cho Chính quyền Palestine; bởi Chính quyền Palestine không có điểm tiếp cận (cảng, sân bay...) để thu thuế, chính Israel đảm nhiệm điều này. Những khoản tiền đó chiếm một phần ba ngân sách của PA, hai phần ba ngân sách riêng của họ, và đảm bảo trả lương bổng cho 160.000 nhân viên dân sự Palestine (trong số đó có 60.000 nhân viên an ninh và cảnh sát), là số tiền mà một phần ba dân số Palestine sống phụ thuộc vào nó. Israel cũng đã tăng việc kiểm soát tại các điểm gác, là một lý do chính dẫn tới cuộc giảm phát kinh tế 2001-2002 từ đầu cuộc Intifada lần thứ hai, mà Ngân hàng Thế giới đã so sánh với cuộc khủng hoảng kinh tế năm 1929. Hơn nữa, Hoa Kỳ và EU đã ngừng viện trợ trực tiếp cho PA, trong khi Hoa Kỳ áp đặt một lệnh phong toả tài chính với các ngân hàng của PA, treo một số khoản tiền của Liên đoàn Ả Rập (ví dụ Ả Rập Xê Út và Qatar) được chuyển cho PA. Ngày 6 và 7 tháng 5 năm 2006, hàng trăm người Palestine đã biểu tình tại Gaza và Bờ Tây yêu cầu được trả lương. Căng thẳng giữa Hamas và Fatah đã gia tăng với sự "túng quẫn kinh tế" của PA. Tổ chức Liên hiệp quốc đã lưu ý rằng thất nghiệp, được ước tính ở mức 23% năm 2005, sẽ tăng lên thành 39% năm 2006, trong khi tỷ lệ nghèo khổ, được ước tính ở mức 44%, sẽ tăng lên 67% năm 2006.

### Viện trợ nước ngoài và thâm hụt ngân sách
Vì những điều kiện trong lãnh thổ mà họ quản lý, Chính quyền Palestine (PA) đã nhận được khoản hỗ trợ tài chính chưa từng có từ cộng đồng quốc tế. Theo Ngân hàng Thế giới, USD $929 triệu đã được cộng đồng quốc tế trao cho Chính quyền Dân tộc Palestine (PNA) năm 2001, $891 triệu năm 2003 và $1.1 tỷ năm 2005 (chiếm 53% ngân sách năm 2005). Các mục đích chính là hỗ trợ cho ngân sách, viện trợ phát triển và y tế công cộng. Năm 2003, Hoa Kỳ cung cấp $224 triệu, EU $187 triệu, Liên đoàn Ả Rập $124 triệu, Na Uy $53 triệu, Ngân hàng Thế giới $50 triệu, Anh Quốc $43 triệu, Italia $40 triệu và $170 triệu cuối cùng bởi các quốc gia và tổ chức khác. Theo Ngân hàng Thế giới, thâm hụt ngân sách là khoảng $800 triệu năm 2005, với gần một nửa số này được các nhà tài trợ cung cấp. "Tình hình tài chính của PA đã ngày càng trở nên mất ổn định chủ yếu bởi sự chi tiêu không kiểm soát của chính phủ, đặc biệt tăng nhanh trong khoản chi trả lương, mở rộng các cơ cấu di chuyển xã hội và tăng cho vay thực," báo cáo của Ngân hàng thế giới cho biết. Tham nhũng chính phủ được nhiều người coi là nguyên nhân của hầu hết tình hình tài chính khó khăn của Chính quyền Palestine.

### Trừng phạt kinh tế sau cuộc bầu cử lập pháp tháng 1 năm 2006
Sau cuộc bầu cử lập pháp tháng 1 năm 2006, với thắng lợi của Hamas, Nhóm bộ tứ (Hoa Kỳ, Nga, Liên minh châu Âu và Liên hiệp quốc) đã đe doạ cắt những khoản viện trợ cho Chính quyền Palestine.
Ngày 2 tháng 2 năm 2006, theo AFP, PNA đã cáo buộc Israel "tiến hành trừng phạt tập thể sau khi họ không quan tâm tới những kêu gọi của Hoa Kỳ nhằm giải toả các khoản tiền thuộc sở hữu của người Palestine." Thủ tướng Ahmed Qorei "nói ông hy vọng tìm kiếm được những khoản tiền thay thế khác để đáp ứng sự thiếu hụt ngân sách khoảng 50 triệu dollar, cần thiết để trả lương các nhân viên công, và số tiền này đáng lẽ đã phải được Israel trao cho PA vào ngày đầu tiên của tháng." Bộ Ngoại giao Hoa Kỳ đã chỉ trích Israel vì không nhanh chóng dỡ bỏ phong toả khoản tiền. Khoản tiền này sau đó đã được dỡ bỏ phong toả.
Tuy nhiên, tờ New York Times đã công bố vào ngày 14 tháng 2 năm 2006 rằng một "kế hoạch bất ổn hoá" của Hoa Kỳ và Israel, với mục đích chống Hamas, bên giành chiến thắng trong cuộc bầu cử lập pháp tháng 1 năm 2006, tập trung "chủ yếu vào tiền bạc" và cắt mọi khoản tiền cho PA một khi Hamas lên nắm quyền lực, để làm họ mất tính hợp pháp trong con mắt người dân Palestine. Theo bài báo, "Chính quyền Palestine có khoản thâm hụt tiền mặt hàng tháng khoảng $60 triệu tới $70 triệu sau khi họ nhận khoảng $50 triệu tới $55 triệu mỗi tháng từ Israel về các khoản thuế và phí hải quan do các quan chức Israel thu tại biên giới nhưng thuộc sở hữu của người Palestine." Bắt đầu từ tháng 3 năm 2006, "Chính quyền Palestine sẽ phải đối mặt với tình trạng thiếu hụt tiền mặt ít nhất $110 triệu mỗi tháng, hay hơn $1 tỷ mỗi năm, là khoản tiền cần thiết để trả đủ lương cho 140.000 nhân viên, là những người lao động chính cung cấp cho ít nhất một phần ba dân số Palestine. Con số nhân viên gao gồm khoảng 58.000 thành viên các lực lượng an ninh, chủ yếu trong số đó thuộc về phong trào Fatah vừa thất bại trong cuộc bầu cử." Từ cuộc bầu cử ngày 25 tháng 1, "thị trường chứng khoán Palestine đã giảm khoảng 20%", trong khi "Chính quyền đã cạn kiệt khả năng vay mượn với các ngân hàng địa phương."

### Sử dụng hỗ trợ của Liên minh châu Âu
Tháng 2 năm 2004, có thông báo rằng văn phòng chống gian lận của Liên minh châu Âu (EU) (OLAF) đang nghiên cứu các tài liệu cho thấy Yasser Arafat và Chính quyền Palestine đã chuyển hướng hàng triệu dollar từ các khoản tài trợ của EU tới các tổ chức liên quan tới các cuộc tấn công khủng bố, như Lữ đoàn Tử vì đạo Al-Aqsa. Tuy nhiên, vào tháng 8 năm 2004, một đánh giá tạm thời nói rằng "Tới thời điểm hiện tại, chưa có bằng chứng rằng những khoản tiền từ khoản Ngân sách Hỗ trợ Trực tiếp không mục tiêu của EU cho Chính quyền Palestine đã bị sử dụng cung cấp cho các hoạt động bất hợp pháp, gồm cả khủng bố."
Một "Nhóm Làm việc" riêng biệt của EU cũng đã ra một báo cáo vào tháng 4 năm 2004, được thông qua với số phiếu 7-6, đề cập tới giai đoạn từ cuối năm 2000 tới cuối năm 2002, nói rằng viện trợ của EU đã không bị chuyển tới cho các chiến binh Palestine đang tiến hành các cuộc tấn công vào người dân Israel: "Không có bằng chứng xác định, cho tới thời điểm hiện tại, rằng khoản hỗ trợ ngân sách trực tiếp không mục tiêu của EU đã bị sử dụng cung cấp cho các hoạt động bất hợp pháp, gồm cả cung cấp cho Chủ nghĩa khủng bố".
Hơn nữa, EU đã thay đổi cách thức tài trợ cho người Palestine và hiện sử dụng viện trợ có mục đích cho các mục đích cụ thể. Từ tháng 4 năm 2003, tiền chỉ được chuyển nếu nhiều điều kiện được đáp ứng, như việc xuất trình các hoá đơn cho các khoản người Palestine cần trả. EU vẫn là nhà tài trợ lớn nhất cho Chính quyền Palestine.

### Các khoản chi trả cho các tù nhân Palestine tại các nhà tù của Israel
Ngày 22 tháng 7 năm 2004, Salam Fayyad, Bộ trưởng Tài chính PNA, trong một bài báo trên tờ tuần báo Palestine, The Jerusalem Times, đã chỉ rõ các khoản chi trả sau cho những người Palestine bị chính quyền Israel giam giữ:
1. Các khoản trợ cấp cho tù nhân đã tăng trong giai đoạn từ tháng 6 năm 2002 tới tháng 6 năm 2004 lên $9.6 triệu mỗi tháng, tăng 246% so với tháng 1 năm 1995-tháng 6 năm 2002.
2. Từ tháng 6 năm 2002 tới tháng 6 năm 2004, 77 triệu shekel đã được chuyển cho các tù nhân, so với 121 triệu shekel từ tháng 1 năm 1995 tới tháng 6 năm 2002, gia tăng 16 triệu shekel mỗi năm. Sự gia tăng chi tiêu hàng năm giữa hai giai đoạn là 450%, cao hơn rất nhiều số phần trăm tù nhân tăng thêm.
3. Từ 2002 tới 2004, PNA đã trả 22 triệu shekel cho các khoản phí khác — phí luật sư, tiền phạt, và trợ cấp cho những tù nhân được thả. Con số này bao gồm phí luật sư do PNA trả trực tiếp và các khoản phí trả thông qua Câu lạc bộ Tù nhân.

## Nhân khẩu

### Bờ Tây
Các thống kê nhân khẩu sau lấy từ CIA World Factbook, trừ khi được chú thích khác.

#### Dân số
Dân số tại Bờ Tây là 2.407.681, không tính người định cư Israel. Lưu trữ ngày 6 tháng 7 năm 2019 tại Wayback Machine Con số này bao gồm 209.000 người Ả Rập ở Đông Jerusalem, cũng được tính là người cư trú Israel (và trong thống kê dân số Israel), bởi 98% người Palestine ở đông Jerusalem hoặc có vị thế cư trú Israel hay quyền công dân Israel.
Tổng dân số 2.771.681, gồm 187.000 người định cư Israel ở Bờ Tây và 177.000 ở đông Jerusalem (ước tính tháng 7 năm 2008)

#### Cơ cấu độ tuổi
- 0–14 tuổi: 38% (nam 469.754, nữ 445.999)
- 15–64 tuổi: 58.3% (nam 719.267, nữ 684.790)
- từ 65 trở lên: 3.6% (nam 36.606, nữ 51.265) (ước tính 2008) World fact book Lưu trữ ngày 6 tháng 7 năm 2019 tại Wayback Machine

#### Tỷ lệ tăng trưởng dân số
2.225% (ước tính 2008) Lưu trữ ngày 6 tháng 7 năm 2019 tại Wayback Machine

#### Tỷ lệ sinh
25.95 ca sinh trên 1,000 dân (ước tính 2008)

#### Tỷ lệ tử
3.85 chết trên 1,000 dân (ước tính 2006)

### Dải Gaza
Thống kê nhân khẩu sau lấy từ CIA World Factbook, trừ khi được chú thích khác.

#### Dân số
1.482.406 (tháng 6 năm 2007)

#### Cơ cấu độ tuổi
- 0–14 tuổi:44.7% (nam 343.988, nữ 325.856)
- 15–64 tuổi:52.7% (nam 403.855, nữ 386.681)
- từ 65 tuổi trở lên:2.7% (nam 16.196, nữ 23.626) (ước tính năm 2008)

#### Tỷ lệ tăng trưởng dân số
3.422% (ước tính năm 2008, xem thêm: Bẫy dân số)

#### Tỷ lệ sinh
39.45 ca sinh trên 1,000 dân (ước tính 2006)

#### Tỷ lệ tử
3.8 tử trên 1,000 dân (ước tính 2006)